# Jean Nicolas Loriquet
Jean Nicolas Loriquet, fue un teólogo e historiador francés (1760 - 1845)

## Biografía
Entró en la congregación de los Padres de la Fe y fue profesor del seminario de Argentieres antes de que Napoleón disolviese dicha congregación. Pese a ello, volvió a aparecer en 1814 y cuando se desencadenó la reacción clerical de los últimos años de la restauración, los Padres de la Fe establecieron una casa de educación en Saint-Acheul, en la que el padre Loriquet fue nombrado director y trabajó activamente en extender las doctrinas jesuíticas. Destruida la congregación y saqueada la casa por el pueblo en 1830, los padres se dispersaron y Loriquet se refugió en Suiza, volviendo posteriormente a pasar en Francia sus últimos días.
En sus obras de historia alteraba todos los textos a su capricho, con el fin, decía, "de que no hubiera nada que pervirtiera a los jóvenes.» Los libros así desfigurados llevaban la marca A.M.D.G., abreviatura de la divisa de los Jesuitas "Ad maiorem Dei gloria" En uno de esos libros describía a Bonaparte como un general de los ejércitos del rey de Francia bajo cuyas banderas había hecho todas sus campañas. 